# إدوارد برغر
إدوارد برغر (بالإنجليزية: Edward Burger)‏ هو رياضياتي أمريكي، ولد في 10 ديسمبر 1964.